# Filialkirche Presseggen

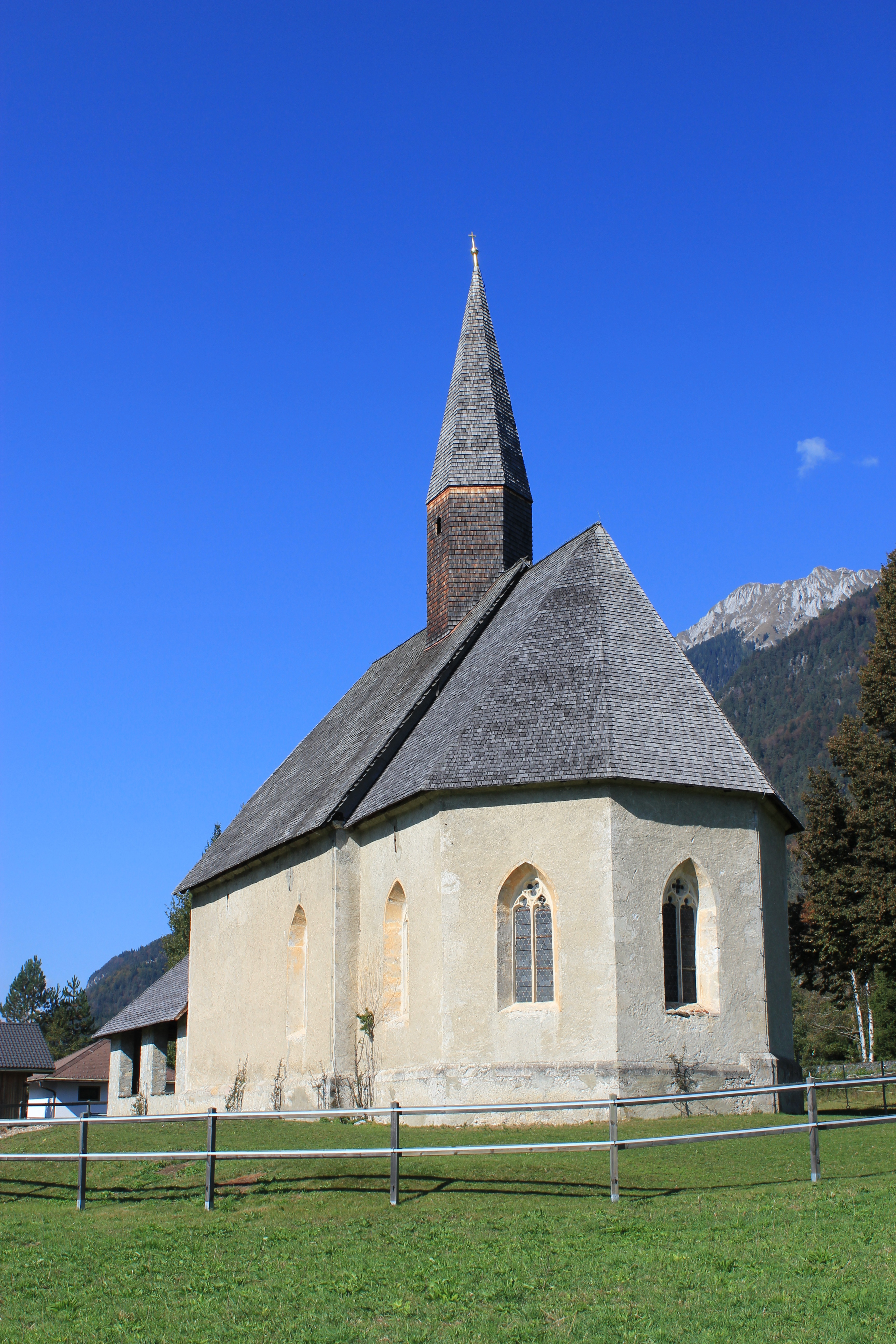
Kirche in Presseggen

Die Filialkirche Presseggen in der Gemeinde Hermagor wurde 1485 dem heiligen Rupert von Salzburg geweiht. Sie gehört zur römisch-katholischen Pfarre Förolach. Das Gebäude steht unter Denkmalschutz (Listeneintrag).

## Beschreibung
Die spätgotische Kirche besteht aus einem zweijochen Langhaus und einem einjochigen Chor mit Dreiachtelschluss. Der hölzerne Dachreiter wird von einem sechseckigen Helm bekrönt. Die zweiteiligen Lanzettfenster an der Südseite besitzen noch das ursprüngliche Maßwerk. Eine große, erneuerte Pfeilervorhalle schützt das spitzbogige, profilierte Westportal.
Im Langhaus ruht ein Sternrippengewölbe auf polygonalen Wandpfeilern. Ein etwas eingezogener, spitzbogiger und abgefaster Triumphbogen verbindet das Langhaus mit dem Chor. Im Chor erhebt sich ein Rippensterngewölbe auf Konsolen.
Der im späten 17. Jahrhundert geschaffene Hochaltar mit einer zweigeschoßigen Säulenädikula trägt eine Statue des heiligen Rupert aus dem letzten Drittel des 15. Jahrhunderts. Die beiden Seitenaltäre entstanden am Anfang des 18. Jahrhunderts. Die Mittelfigur des linken Altars stellt den Evangelisten Lukas dar. Am rechten Seitenaltar steht eine volkstümliche Schnitzgruppe des Hiob und seiner Frau; das Oberbild zeigt die Heilige Dreifaltigkeit.